# Одумегву-Оджукву, Чуквемека
Чуквуэмека Одумегву-Оджукву (англ. и игбо Chukwuemeka Odumegwu Ojukwu 4 ноября 1933, Зунгеру, Британская колония Нигерия — 26 ноября 2011, Лондон, Великобритания) также известный по уменьшительно-ласкательному прозвищу как Эмека (игбо Emeka) — нигерийский политический и военный деятель, создатель частично признанного государства Биафра в годы гражданской войны в Нигерии. Принадлежал к народу игбо.
Во время военного переворота в Нигерии 1966 года Одумегву-Оджукву поддержал правительство генерала Джонсона Иронси и был назначен им военным губернатором восточного региона страны. Он был активным сторонником федерализации и децентрализации власти. После произошедшего следом контрпереворота и убийства Иронси, не согласившись с политикой усиления центральной власти и господства исламского севера, Чуквемека объявил восток страны суверенной республикой, что отчасти способствовало переходу от тлеющего межнационального конфликта к полноценной гражданской войне, продолжавшейся более 2 лет и унёсшей жизни от 700 тысяч до 2 миллионов человек. В 1970 году на фоне явного преимущества правительственной армии по «силовому подавлению мятежа» он сложил с себя полномочия командующего Биафры и бежал в Кот-д’Ивуар. Спустя 12 лет Эмека был помилован и активно занимался политической деятельностью в стране вплоть до своей смерти в возрасте 78 лет.

## Ранние годы
Эмека родился 4 ноября 1933 года на севере Британской Нигерии, в Зунгеру, в семье Луи Одумегву-Оджукву (англ. и игбо Louis Phillip Odumegwu Ojukwu), — предпринимателя в области транспорта из народа игбо, ставшего в годы Второй мировой войны одним из самых богатых людей в Нигерии, а возможно — и самым богатым африканцем своего времени, и Маргарет Экене Огбогу (в девичестве Удех). Был вторым ребёнком в семье. Школьное образование начал получать в Лагосе, в Кингс-Колледж. Известность внутри колонии получил уже в 11-летнем возрасте — в 1944 году, когда был заключён в тюрьму за нападение на белого педагога, у него на глазах унизившего чернокожую женщину. В 13-летнем возрасте был отправлен отцом продолжать обучение в Великобританию (возможно, как раз из-за этого нападения). Там он поступил сначала в Эпсом-Колледж, а затем в Линкольн-колледж Оксфорда, закончив последний со степенью магистра в области истории в 1955 году.

## Начало карьеры
В 1956 году Чуквемека вернулся в Нигерию. Луи желал, чтобы он пошёл по семейным стопам, однако Эмека отказался становиться предпринимателем. Вместо этого он поступил на государственную службу в городе Уди в восточной части колонии (ныне город в штате Энугу). Однако уже в конце 1957 года, после двух лет работы колониальным чиновником, желая вырваться из-под опеки отца, он оставил гражданскую службу и вступил в ряды британской армии в Нигерии.
В своей автобиографии он так описал это зачисление:
Моё зачисление в армию, мягко говоря, поразило всех в Нигерии, кто слышал об этом. Я пошёл в Зарию и просто записался. Я сделал это в первую очередь потому, что не хотел никакого вмешательства со стороны моего отца. Однако без трудностей не получилось, поскольку мой отец вскоре узнал об этом и решил сделать всё, чтобы остановить призыв. Поэтому я был зачислен лишь курсантом. По договорённости между моим отцом и губернатором, я должен был сам увидеть, что такое армия и сбежать. Однако они не учли уровень моего упрямства. Я помню, как в Зарию постоянно приходил запрос из Лагоса: „Как дела?“Эмека
В 1958 году Чуквемека получил звание лейтенанта благодаря тому, что исправил винтовку Ли-Энфилд у старшего по званию. Он быстро поднимался по карьерной лестнице вероятнее всего благодаря своему образованию и упорству. Он был одним из немногих офицеров-нигерийцев с высшим образованием. В целом среди высшего командного состава нигерийской армии было лишь 15 коренных нигерийцев, остальные 235 были британцами, а вот в низшем командном составе, состоящем из 6400 человек, британцев было лишь 336. Эмека обучался в пехотной школе в Уорминстере и школе класса стрелкового оружия в Хайте. По окончании военного обучения он был направлен в пятый армейский батальон в Кадуне. После получения страной независимости в 1960 году Чуквемека остался в армии. В 1964 году он участвовал в миротворческой операции сил ООН в Конго, где был повышен в звании до подполковника и переведён в штат Кано, где командовал пятым батальоном нигерийской армии.

## Военный переворот и события перед началом гражданской войны
Когда в январе 1966 года офицеры-игбо под командованием Чуквума Кадуна Нзеогву попытались совершить государственный переворот в Кадуне, Чуквемека поддержал верховное командование страны, возглавляемое генералом Джонсоном Томасом Умуннакве Агийи-Иронси, с которым подполковник воевал в Конго. Переворот не нашёл поддержки во всех остальных регионах и провалился.
В связи с этим событием Агийи-Иронси взял на себя руководство страной и ввёл военный режим. 17 января 1966 года им были назначены губернаторы из числа военных. Одумегву-Оджукву стал губернатором северо-восточного региона, генерал Хасан Кацина возглавил север, Адекунле Фаджуйи — запад, Дэвид Эджур — средний запад. Они и ряд других военных офицеров — Якубу Говон, Джозеф Вей, Джордж Курубо и Шитту Алао — составили Высший военный совет — правящий орган Нигерии вплоть до создания парламента в 1979 году.
В мае-сентябре 1966 года произошли массовые погромы на мусульманском севере страны, направленные против игбо. В результате погибли от 8 до 30 тысяч человек, более миллиона бежали на юго-восток. В отместку жители преимущественно христианских южных районов страны начали убивать мусульман. По приказу центрального правительства Одумегву-Оджукву попытался остановить погромы в своём регионе. Ему удалось отговорить игбо от ответных нападений на мусульман. Однако напряжение в регионе продолжало расти.
29 декабря 1966 года группа военных офицеров во главе с Мухаммедом Муртала подняла мятеж на севере, переросший в контрпереворот под названием «Июльский реванш» и затронувший всю территорию страны. Не везде мятежники достигли успеха — в регионе, где губернатором был Эмека, он полностью провалился. На тот момент Эмека ещё поддерживал центральное правительство (как считают его критики, по причине личной заинтересованности — значительные денежные средства, доставшиеся ему от отца, хранились в Лагосе).
В том же году Иронси и многие его сподвижники были убиты сторонниками полковника Мурталы в Ибадане, где он находился с государственным визитом. Одумегву-Оджукву требовал сохранения военной иерархии и передачи власти генералу Бабафеми Огундипе, но основные войска последнего находились под контролем Джозефа Гарба и были рассредоточены, благодаря чему Говон смог захватить власть. Повстанцы намеренно придали происходящему этнический окрас. Огундипе был назначен Говоном в Лондон в качестве верховного комиссара (посла) Нигерии.
Губернатор северного региона Нигерии, где произошло очередное межэтническое столкновение, закончившееся убийством нескольких десятков тысяч игбо, Хасан Кацина обвинил в происходящем Чуквемеку, поскольку, по его мнению, это было связано лишь с «противостоянием одного амбициозного полковника всей стране». Эмека как мантру повторял «Я, как военный губернатор Востока не могу находится нигде в Нигерии, где находятся мусульманские войска».
В Юго-Восточной части страны по-прежнему царила напряжённость, вызванная погромами. Происходящее фактически сделало невозможным встречу членов военной хунты на территории самой Нигерии. Тогда в январе 1967 года генерал и военный правитель Ганы Джозеф Артур Санку Анкра (руководитель военного переворота 1966 года и глава правящего страной Национального совета освобождения) устроил в городе Абури мирную конференцию. Это была первая встреча членов военного совета за пределами восточного региона Нигерии. Генерал Анкра, хозяин конференции, сказал перед её началом, что «весь мир смотрит на них как на военных, а ведут они себя как дети». По его словами, «если им не удастся воссоединиться и добиться полного взаимопонимания, то на них будет возложена вина за многие беды. И запомнят это на века».
Члены хунты разговаривали друг с другом по именам, как будто были давними друзьями. Оджукву на этой конференции попросил всех отказаться от применения силы ради разрешения конфликта. Это предложение было принято единогласно. На конференции официальное правительство формально приняло предложение Одумегву-Оджукву о передаче различным регионам большей политической самостоятельности для прекращения межнационального конфликта. Однако реализация этого предложения так и не началась. Практически всё, что говорилось на той конференции, считается актуальным для Нигерии и поныне. Конференция была записана на плёнку и позже выпущена серией в 6 грампластинок. Историки-африканисты считают, что если бы предложения были приняты и реализованы, то войны бы не было.
Несмотря на согласие Оджукву принять участие в конференции и со многими предложениями, там прозвучавшими, он отказывался принять Говона как главу государства, демонстративно обращаясь к нему как к «начальнику штаба» (до начала контрпереворота Говон занимал именно эту должность). Он предупредил, что если заговорщик или поддерживаемый ими человек станет признанным всеми главой государства, это может создать опасный прецедент. Фактически именно это противостояние и привело к началу гражданской войны в Нигерии, несмотря на то, что до начала контрпереворота, по утверждению самого Чуквемеки, они с Говоном были друзьями.
В стране продолжали твориться зверства. Одной беременной женщине вырвали глаз и заставили его проглотить. Чуквемека был вынужден признать тот факт, что если не произойдёт отделения, то это продолжится и население юго-востока будет разорвано в клочья.

## Восстание
По окончании конференции Эмека, который фактически был единоличным правителем юго-востока, перестал платить налоги центральному правительству, а 30 января объявил о создании в восточной части страны независимого государства — Республики Биафра. Следом Говон объявил новому государству войну и направил в мятежные провинции правительственные войска. Попытки мирного урегулирования на двух конференциях, в том числе при председательстве императора Эфиопии Хайле Селассие, ни к чему не привели. В Биафре начался голод, армия поредела (общие потери составили от 700 тысяч до 2 миллионов погибших от голода и боевых действий). В 1969 году Чуквемемека выпустил так называемую «Декларацию Ахиара» (англ. The Ahiara Declaration: The Principles of the Biafran Revolution), в которой раскритиковал белое население Британской империи за то, что они «неоднократно грешили против мира, устраивая многочисленные геноциды, включая геноцид народа Биафры», а также за помощь «преступному режиму Говона». К концу 1969 года стало понятно, что война проиграна. Человеческие и военные ресурсы возглавляемой Эмекой республики были истощены. Армия Нигерии прорвала оборону, и война, которая продолжалась 30 месяцев, закончилась полным разгромом Биафры. Оджукву, убеждённый своими людьми, что только так он избежит смерти, 9 января бежал в Кот-д’Ивуар, где получил убежище у президента Феликса Уфуз-Буаньи. Его должность перешла к бывшему вице-президенту страны Филипу Эффионгу. Он занимал её до 12 января 1970 года, после чего республика Биафра была ликвидирована.

## После войны
В Кот-д’Ивуаре Чуквемека женился во второй раз. Там он узнал, что его готова приютить у себя Швейцария. Однако он отказался от проживания в этой стабильной стране, заявляя, что хочет быть ближе к дому. Как передавал один из его помощников, Эмека страдал от ужасной скуки в изгнании, совершенно не зная, чем себя занять, поскольку никто из игбо его не навещал из боязни, что они «попадут под раздачу» федерального правительства страны. Спецслужбы Нигерии смогли запугать народ. Даже известный драматург, писатель и лауреат Нобелевской премии по литературе Воле Шойинка летал к нему через Лондон, а не напрямую. Особо жестокую славу заполучил «доктор Юсуфу», в обязанности которого входила «охота на ведьм» — поиск каждого игбо, который посещал Кот-д’Ивуар с любой целью. Рядом с Оджукву всегда находились два помощника, которые притворялись сотрудниками миграционной службы и уводили любого прибывшего игбо, чтобы власти Кот-д’Ивуара не ставили штампы в загранпаспорта. Однако, несмотря на это, к Эмеке всё равно боялись прибывать друзья.
Стараясь себя чем-то занять, Чуквемека стал, как когда-то желал его отец, бизнесменом. Ему удалось основать три компании, одна из которых — Phoenix Africaine стала очень успешна. Компания занималась строительными работами и имела множество контрактов от правительства Кот-д’Ивуара. Например она построила один из крупнейших отелей страны. Ещё одна компания занималась лизингом самолётов и продавала авиационные услуги, заключая контракты в основном с правительством Джамахирии.
В конце 1982 года президентом Нигерии стал Шеху Шагари. Он помиловал Эмеку и позволил ему вернуться на родину; в январе 1983 года, почти сразу же после приезда в Нигерию, бывший генерал попытался вернуться в политику и выдвинул свою кандидатуру на выборах в парламент от правящей Национальной партии Нигерии, но безуспешно, несмотря на победу Национальной партии в целом. После того, как 31 декабря 1983 года в результате очередного переворота в Нигерии пала Вторая республика и к власти пришёл мусульманин с севера из числа тех, против кого в своё время восстал Эмека, — Мухаммаду Бухари, — Чуквемека, вместе со многими другими политиками, был арестован. Свобода пришла к нему через два года, когда произошёл очередной переворот и Бухари был свергнут генералом Бабангидой. Он пересмотрел многие уголовные дела, включая дело Эмеки.
В 1989 году Эмека выпустил автобиографическую книгу Because I Am Involved (с англ. — «Потому что я замешан»). В 1993 году он попытался выдвинуть свою кандидатуру на президентских выборах от Социал-демократической партии, но не смог зарегистрироваться. Тем не менее в том же 1993 году и затем несколько раз в период с 1994 по 1995 год Чуквемека был членом конституционных конференций. В 1998—1999 годах он сыграл значительную роль в возвращении Нигерии от военного к гражданскому правлению, будучи одним из консультантов президента Абдусалама Абубакара. В 2003 году создал собственную политическую партию — Всеобщий прогрессивный альянс, от которой баллотировался в президенты в 2003 (3,29 % голосов) и 2007 (0,44 % голосов) годах.

## Последние годы жизни и смерть
Вплоть до конца жизни Одумегву-Оджукву почитался среди игбо, губернаторы и вожди из которых каждый год праздновали его день рождения. На последнем из них ему, ещё живому, но находящемуся при смерти зачитал некролог когда-то изгнавший его президент страны Мухаммаду Бухари.
Чуквемека умер после непродолжительной болезни в 2011 году в Великобритании. Он был похоронен с воинскими почестями при проведении специально организованного военного парада в Лагосе 2 марта 2012 года, для этого его тело было перевезено из Лондона в Нигерию. На похоронах присутствовал в том числе и действующий на тот момент президент страны Гудлак Джонатан.

## Личная жизнь
Первой женой Чуквемеки была Нджидека (англ. и игбо Njideka), с которой он имел троих детей. Помимо этого у него было ещё две жены в изгнании. Детей с ними у Эмеки не было. В 1994 году Одумегву-Оджукву женился на Бьянке Одинаке Оливии Оно (англ. и игбо Bianca Odinaka Olivia Onoh), королеве красоты Нигерии (впоследствии — помощнице президента Джонатана), которая была моложе его на 35 лет. В этом браке родились трое детей.
Оджукву прекрасно разговаривал на трёх основных языках Нигерии ещё до начала войны, а в эмиграции овладел французским настолько, что говорил на нём лучше, чем на английском. Многие его помощники по его инициативе обучались в высших учебных заведениях Код-д’Ивуара.
Другом Одумегву-Оджукву был писатель и журналист Фредерик Форсайт, во время гражданской войны работавший в Нигерии от агентства Рейтер, будучи также секретным агентом британской разведки МИ-6. Форсайт написал биографию своего друга под названием «Эмека» (это слово было его распространённым прозвищем, являющимся уменьшительно-ласкательной формой имени «Чуквемека»), в которой сам Чуквемека написал предисловие. Помимо этого из под пера Форсайта вышла посвящённая конфликту и самому Чуквемеке книга «История Биафры». Одумегву-Оджукву также стал прототипом «Генерала» из романа Форсайта «Псы войны».

## Фильмография
Чуквемека появился в документальном сериале «Памятные даты с 1970 до 1991 годы» (1991), мини-сериале «Войны нашего столетия» (1994), в которых сыграл самого себя, и посмертно в фильме «Половина жёлтого солнца» (2013).

## Память
- В 2013 году в честь Чуквемеки был назвал Университет им. Чуквемеки Одумегву-Оджукву[англ.] в городе Ули[англ.], штат Анамбра, ранее называвшийся «Государственный университет Анамбра»[53].
- Ему посвящён мемориал в Далласе, США[54].

### Комментарии
1. ↑  «Бог может многое»[1]
2. ↑  «Великие дела»[2]

## Первоисточники
- Odumegwu Ojukwu Chukwuemeka. Because I Am Involved :  [англ.]. — Ibadan : Spectrum Books Limited, 1989. — 200 p. — ISBN 978-9-782-46046-2.
- Odumegwu Ojukwu Chukwuemeka. Biafra; selected speeches and random thoughts of C. Odumegwu Ojukwu :  [англ.]. — New York : HarperCollins, 1969. — 226 p.
- Odumegwu Ojukwu Chukwuemeka. Ojukwu Speaks: Is on the State of the Nigerian Nation (past and Present) :  [англ.]. — Ibadan : Pars Communications Limited, 2005. — 66 p. — ISBN 97-80-5671-94. — ISBN 978-9-780-56719-4.
- Odumegwu Ojukwu Chukwuemeka. The Ahiara Declaration: The Principles of the Biafran Revolution :  [англ.]. — Owerri : Markpress, 1969. — 54 p.